# Девствена ципа
Девствената ципа, още хѝмен (на латински: hymen, от името на гръцкия бог на брака Хименей), представлява мембрана, която заобикаля или частично покрива входа на влагалището при жените, както и при други бозайници. Тя е част от вулвата или външните гениталии и има сходна структура с тази на влагалището. Хименът, изглежда, няма специфична физиологична функция или цел. При децата, въпреки че обикновеният външен вид е във форма на полумесец, много форми и вариации са възможни. Той може да бъде от тънък и разтеглив до дебел и донякъде твърд, а в други случаи може да липсва напълно.
Той се отделя от малките срамни устни, като от задното им съединение до основата на химена се намира малка ямка, наречена ладийна ямка (fossa navicularis). Обикновено е с отвор.

## Видове
Различават се повече от 20 форми на химена, но по-често срещаните са следните: пръстеновиден химен (хименалният отвор е разположен почти централно), полулунен химен (много честа форма, отворът и долният ръб са по-високо), сърповиден химен (липсва вентралната част на химена, отворът е с формата на сърп), назъбен химен (краищата му са назъбени, може погрешно да се допусне неправилна дефлорация), преграден химен (с 2 отвора, разделени най-често с разположена вертикално преградка), решетъчен химен (с множество отвори, обикновено се налага хирургично разсичане на преградата), атрезия на химена (без отвор – рядко състояние, при което влагалището е затворено към външните полови органи, при първата менструация менструалната кръв не може да се оттече свободно навън и се натрупва във влагалището (haematocolpos) или дори в матката (haematometra), налага се оперативно отваряне на химена).

## Разкъсване
Обикновено при дефлорацията (разкъсване на химена при първия полов акт) хименът се разкъсва до основата на едно или няколко места, като по този начин влагалищният отвор се разкрива завинаги и е готов за по-нататъшни полови актове. Когато хименът е много месест и плътен, той може да затрудни дефлорацията и при разкъсване да се получи по-силно кръвотечение и дискомфорт. Когато е с широк отвор или ненормално разтеглив, хименът може да не се разкъса при дефлорацията и сексуалният акт да протече без разкъсването му изобщо. Подобен вид химени се разкъсват при по-интензивни и продължителни сексуални актове или при сношение с партньор с по-масивен на размери пенис. Пълното разкъсване на химена се постига чак при първото раждане.
Хименът може да се разкъса и в резултат на други условия, например от заболяване, при нараняване, медицински преглед, мастурбация или физически упражнения. Поради тези причини състоянието на химена не е убедително показание за девствеността (откъдето идва името ѝ), въпреки че продължава да се счита за такова в определени култури.
Въпреки че хименът не се регенерира, след като е разкъсан, той може да бъде възстановен хирургически чрез процедура, наречена хименопластика.